# Zegar Beverly

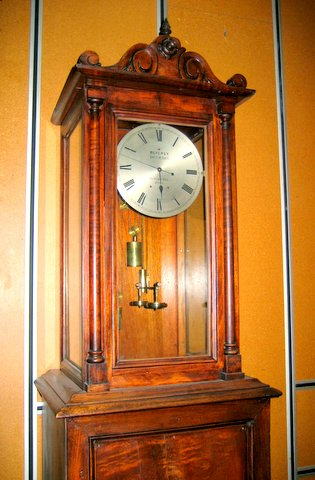
Zegar Beverly znajdujący się na Wydziale Fizyki Uniwersytetu Otago

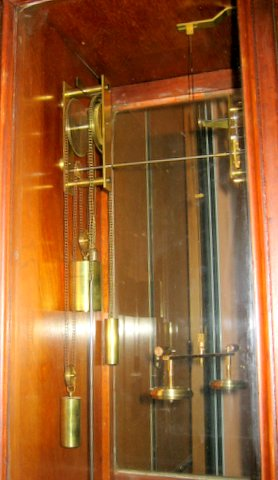
Wewnętrzny mechanizm składający się z łańcucha, zębatki i wahadła skrętnego.

Zegar Beverly – mechaniczny zegar znajdujący się w holu windy na 3. piętrze Wydziału Fizyki Uniwersytetu Otago w Dunedin w Nowej Zelandii

## Działanie
Mechanizm zegara jest napędzany przez zmiany dziennej temperatury i w mniejszym stopniu przez zmiany ciśnienia atmosferycznego. Skutkuje to rozszerzeniem się i kurczeniem powietrza zamkniętego w hermetycznym pudełku o pojemności 28 litrów, co naciska na membranę. Zmiana temperatury o 3,3°C w ciągu każdego dnia wytwarza wystarczające ciśnienie do podniesienia ciężaru o masie jednego funta o jeden cal (co odpowiada 13 mJ lub 3,6 μWh), co napędza mechanizm zegara.
Podobnym mechanizmem w zegarze komercyjnym działającym na tej samej szasadzie jest zegar Atmos produkowany przez szwajcarską firmę zegarmistrzowską Jaeger-LeCoultre.